# 六角義実
六角 義実（ろっかく よしさね）は、沢田源内が制作したと見られる沙沙貴神社所蔵の「佐々木系図」や『江源武鑑』などに六角氏13代当主・六角氏綱の子として見られる人物。ただし、同時代史料に義実が存在したという記録はなく、一般的に実在はしていないと考えられている。

## 江源武鑑・系図等による義実の生涯
沙沙貴神社所蔵の「佐々木系図」では、室町幕府10代将軍・足利義稙の猶子となり、従三位参議・大膳大夫・近江守護・権中納言に任ぜられたとされている。在野歴史研究家の佐々木哲は『鹿苑日録』の天文5年（1536年）五月十四日の条にある「江州宰相興印子来」、天文8年（1539年）五月十九日の条に「宰相上洛」と記されているのは参議（参議の唐名は宰相、相公）義実とのことだとしている。ただし「公卿補任」や公家の日記などには六角氏が参議以上に任官したという記録は存在しない。公卿補任で天文5年から天文8年に参議であった源氏の人物は源通為（中院通為）と源晴具（北畠晴具）の二名のみであり、義実に該当する名前は存在しない。
実名は六角氏重臣の筆頭格「両藤」の一角である進藤久治、山中久俊・深尾久吉らの重臣、勢力下の浅井久政の偏諱から義久であるとする説がある。『鹿苑日録』では江州相公に比定される人物に義久との名を当てており、実際には義久と名乗っていた可能性が高いとしている。このほか「高頼」「隆頼」と名乗っていた形跡も見られるとしている（『大永六年五月二十八日付青木社中宛六角隆頼願状』）。
その治世中、一貫して足利将軍家の庇護者として行動し、京を追われた足利義晴を領国近江に保護し、大永6年（1526年）には浅井亮政退治を青木社に祈願するなどの行動が見える。
天文3年（1534年）、観音寺城内の桑実寺で行われた12代将軍・足利義晴と五摂家近衛尚通の息女・慶寿院との婚礼に際して父・氏綱と共にお色直しに参上した。（『天文三年甲午六月八日江州於桑実御台様むかへニ御祝目六』）。義晴の帰京には従わなかった（『厳助往年記』）。天文6年（1537年）出家して宗能と号す（『続群書類従』に宗能名義での発給文書が掲載）。幕府内では将軍に次ぐ地位にあり、天文8年（1539年）には養父である足利義稙の十七回忌法要を主催し、堺政所足利義維を牽制、将軍就任を阻止した。
『江源武鑑』では、弘治3年（1557年）2月23日に没している。諸系図では天文15年（1546年）もしくは天文18年（1549年）などの記載がある。